# Zé Celso
José Celso Martinez Corrêa (Araraquara, 30 de março de 1937 – São Paulo, 6 de julho de 2023), conhecido como Zé Celso, foi um diretor, ator, dramaturgo e encenador brasileiro. Trabalhando − seja dirigindo, adaptando, ou realmente numa colaboração − com nomes que vão de Augusto Boal, Henriette Morineau, Fernanda Montenegro, Sérgio Britto, Raul Cortez, Bete Coelho e Flávio Império a Chico Buarque, William Shakespeare, Nelson Rodrigues, Max Frisch, Bertolt Brecht e Máximo Gorki, Zé Celso construiu um dos mais originais percursos dos palcos brasileiros.

## Vida pessoal
Filho de Jorge Borges Corrêa e Angela Martinez Corrêa (Lina), José Celso nasceu no interior de São Paulo numa família de ascendência portuguesa, espanhola e italiana. Foi amigo de infância do escritor Ignácio de Loyola Brandão. Na adolescência, compôs o Centro Cultural Alberto Torres do Movimento Águia Branca, de caráter integralista, tendo participado da destruição de um comício comunista da "Panela Vazia", o que lhe rendeu repercussão nacional. Em sua última entrevista em vida, afirmou: "Eu fui integralista", elogiando Plínio Salgado, de quem teria absorvido a qualidade teatral de fala, e os intelectuais integralistas. Contudo, com o tempo, se inclinou para a corrente nacionalista do Instituto Superior de Estudos Brasileiros (ISEB) e renegou o integralismo, até passar a outra tendência intelectual, com a leitura de Jean-Paul Sartre. De 1955 a 1960, em São Paulo, Zé Celso entrou para o curso da Faculdade de Direito da Universidade de São Paulo, mas não exerceu a profissão, ficando inconcluso. Porém, foi durante tal curso de graduação na USP que o dramaturgo ali formou o Teatro Oficina.

### Morte
Em 4 de julho de 2023, foi vítima de um incêndio em seu apartamento, localizado no bairro do Paraíso, na Zona Sul de São Paulo. Zé Celso sofreu queimaduras em mais da metade do seu corpo e foi internado na UTI do Hospital das Clínicas, onde também foi intubado. No entanto, sua médica particular afirmou em entrevista que seu estado de saúde era estável. Após cirurgias, o ator e diretor não resistiu e teve sua morte confirmada no dia 6 de julho.
O presidente Luiz Inácio Lula da Silva lamentou a morte de Zé Celso, relembrando sua coragem, criatividade e defesa da democracia: "marcou a história das artes no Brasil e não será esquecida". Margareth Menezes, ministra da Cultura, relembrou que Zé Celso "usou o teatro para exaltar a liberdade e afrontar os arbítrios da ditadura militar. Com a sua partida, a cultura brasileira perde parte grande de seu brilho e irreverência". Outras tantas autoridades e membros da comunidade artística utilizaram das redes sociais para prestar homenagens ao dramaturgo. O prefeito de São Paulo, Ricardo Nunes, decretou luto oficial de três dias na cidade pelo falecimento do dramaturgo.
O velório aconteceu no Teatro Oficina com manifestações artísticas, música, danças, comidas e bebidas. A vigília teve inicio ainda na noite do dia 6 e se estendeu até a manhã do dia seguinte. A bandeira do Vai-Vai, escola de samba pelo qual Zé era entusiasta, foi colocada sobre o caixão do diretor. Em nota, a agremiação manifestou seu pesar: "Estava por perto, de um jeito ou de outro. Fica aqui nossa reverência, nossa homenagem e nosso profundo pesar. A cultura perde. A arte perde. O Brasil perde".

## Carreira
Seu trabalho, encarado às vezes como orgiástico e antropofágico, iniciou-se no fim da década de 1950, e se definiu na década de 1960 quando Zé Celso liderou a importante Teatro Oficina − grupo formado quando integrava o Centro Acadêmico XI de Agosto, da Faculdade de Direito da Universidade de São Paulo − onde apresentava sua inquietude e irreverência, realizando trabalhos de caráter inovador. Nessa época, destacam-se as encenações de Pequenos Burgueses (1963) − peça que enfoca a Rússia às vésperas de sua Revolução e evidencia numerosos pontos de contato com a realidade nacional anterior ao golpe militar de 1964 −, O Rei da Vela (1967), de Oswald de Andrade − espetáculo-manifesto tornado emblema do movimento tropicalista −  e Na Selva das Cidades (1969), obra de Bertolt Brecht que trata da profunda crise que atravessava o país e a equipe artística. Pequenos Burgueses, embora suspenso em abril de 1964 por autoridades militares que acabavam de tomar o poder, rendeu a José Celso todos os prêmios de melhor direção do ano e as críticas colocaram a produção como a mais perfeita encenação do teatro brasileiro; a apresentação retornou aos palcos no mês seguinte.

José Celso Martinez Corrêa, 1972. Arquivo Nacional.

Zé Celso começou profissionalmente no teatro com uma peça de sua autoria, Vento Forte para Papagaio Subir, em 1958, e A Incubadeira (1959), também de sua autoria. Com a direção de Amir Haddad, o Oficina produz as duas peças. A Engrenagem, encenada pelo grupo em 1960, tem o intuito de homenagear Jean-Paul Sartre que visitava o país; a peça foi traduzida e adaptada juntamente com Augusto Boal. Para Zé Celso e sua trupe, o ano de 1961 é marcante: o Oficina inaugura sua fase profissional com uma casa de espetáculos alugada na Rua Jaceguai. A empresa é composta pelos sócios Renato Borghi, José Celso Martinez Corrêa, Ronaldo Daniel (que depois se torna importante diretor na Inglaterra, como Ronald Daniels), Paulo de Tarso e Jairo Arco e Flexa.
A estreia de José Celso como diretor vem com A Vida Impressa em Dólar, de Clifford Odetts, e a peça abre a programação da nova estadia do grupo na casa de espetáculos alugada. Entre o elenco, estava Eugênio Kusnet que, por ser conhecedor profundo do Método Stanislavski, colaborou na preparação dos atores. Essa montagem fez com que Celso ganhasse o prêmio de revelação de diretor pela Associação Paulista de Críticos de Teatro. Depois da montagem de Todo Anjo é Terrível, em 1962, a equipe encena Pequenos Burgueses, de Máximo Gorki, que teve enorme repercussão. Pequenos Burgueses rende a José Celso todos os prêmios de melhor direção do ano.
Interessado em eventos culturais, artísticos e políticos, Zé Celso intercalou entre o cinema e o teatro. Trabalhou em Encarnação do Demônio (2007), de José Mojica Marins (lançado em 2008), dirigiu e atuou em inúmeras peças teatrais, tendo comandado o Teatro Oficina, mesmo depois de cinquenta anos − como em Santidade (2007). Por experimentar formas ousadas de se realizar uma peça teatral, Zé Celso já se viu entre críticas internacionais. Num caso mais recente, sua peça Os Sertões, quando montada em 2005 em Berlim, Alemanha, causou polêmica na capital pelo fato dos atores ficarem nus em determinadas cenas. A imprensa alemã apelidou a montagem de “teatro pornô”.
Na década de 2000 lutou contra o Grupo Silvio Santos, que busca construir um empreendimento comercial nos arredores do Teatro Oficina, cujos traços originais, projetados pela arquiteta Lina Bo Bardi, interagem com vizinhança ameaçada pela incorporação imobiliária. Embora José afirme que sua relação com Silvio Santos seja boa, a disputa se estende há anos.
Em homenagem póstuma a Zé Celso, o Vai-Vai anunciou o enredo "O Xamã Devorado y A Deglutição Bacante de Quem Ousou Sonhar Desordem" para o carnaval de 2025.

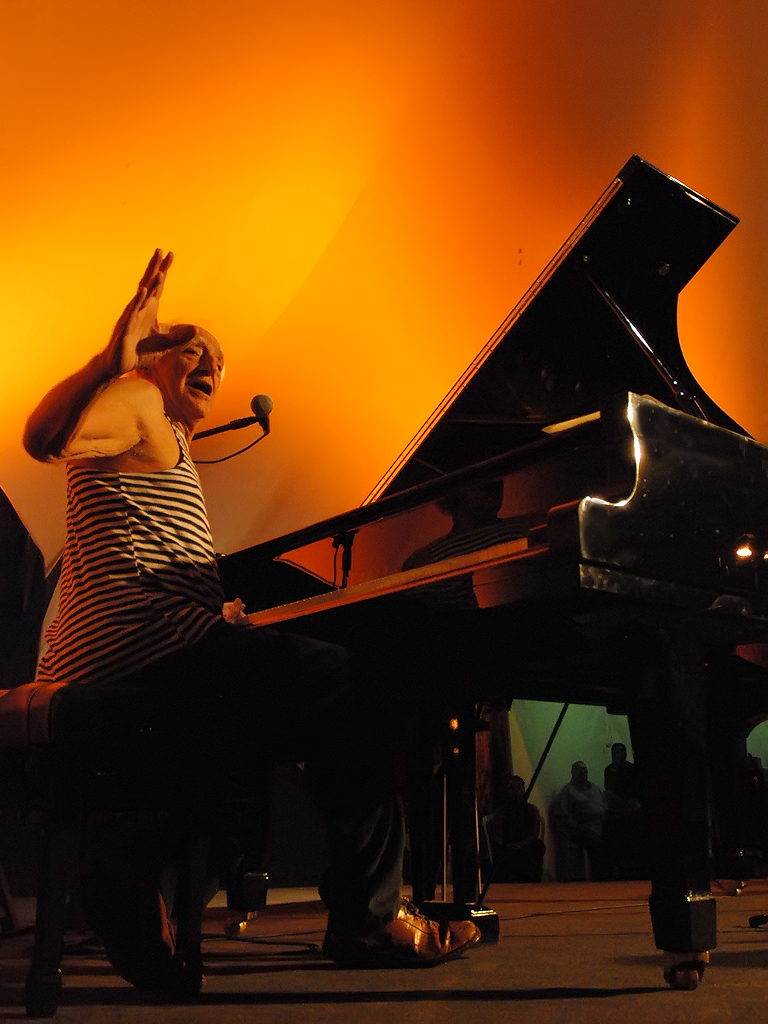
Zé Celso na Virada Cultural, evento produzido pela Prefeitura de São Paulo. Praça Dom José Gaspar, em 27 de abril de 2008.

### Peças de teatro
Lista não exaustiva de peças de teatro:
Adaptações
| Ano  | Título                                          |
| ---- | ----------------------------------------------- |
| 1960 | São Paulo SP - A Engrenagem                     |
| 1991 | São Paulo SP - As Boas                          |
| 1996 | São Paulo SP - Para Dar um Fim no Juízo de Deus |
| 1996 | São Paulo SP - As Bacantes                      |
| 2001 | São Paulo SP - Os Sertões. A Terra              |
| 2003 | São Paulo SP - Os Sertões. O Homem 1            |
| 2003 | São Paulo SP - Os Sertões. O Homem 2            |
| 2005 | São Paulo SP - Os Sertões. A Luta 1             |
| 2006 | São Paulo SP - Os Sertões. A Luta 2             |
| 2007 | São Paulo SP - Os Bandidos                      |

Como autor
| Ano  | Título                                            |
| ---- | ------------------------------------------------- |
| 1958 | São Paulo SP - Vento Forte para um Papagaio Subir |
| 1959 | São Paulo SP - A Incubadeira                      |
| 1998 | São Paulo SP - Cacilda!                           |
| 2008 | São Paulo SP - Vento Forte para um Papagaio Subir |

Como diretor
| Ano  | Título                                            |
| ---- | ------------------------------------------------- |
| 1961 | São Paulo SP - A Vida Impressa em Dólar           |
| 1962 | São Paulo SP - Todo Anjo É Terrível               |
| 1963 | São Paulo SP - Pequenos Burgueses                 |
| 1964 | São Paulo SP - Andorra                            |
| 1964 | (Uruguai) - Pequenos Burgueses                    |
| 1964 | (Uruguai) - Andorra                               |
| 1965 | São Paulo SP - Pequenos Burgueses                 |
| 1966 | São Paulo SP - Os Inimigos                        |
| 1967 | São Paulo SP - O Rei da Vela                      |
| 1967 | São Paulo SP - Quatro num Quarto                  |
| 1968 | São Paulo SP - Galileu Galilei                    |
| 1968 | Rio de Janeiro RJ - Roda Viva                     |
| 1968 | São Paulo SP - Pequenos Burgueses                 |
| 1969 | São Paulo SP - Na Selva das Cidades               |
| 1971 | Rio de Janeiro RJ - O Rei da Vela                 |
| 1971 | São Paulo SP - Pequenos Burgueses                 |
| 1972 | Rio de Janeiro RJ - Gracias, Señor                |
| 1972 | São Paulo SP - As Três Irmãs                      |
| 1972 | São Paulo SP - Gracias, Señor                     |
| 1973 | Rio de Janeiro RJ - As Três Irmãs                 |
| 1975 | (Portugal) - Galileu Galilei                      |
| 1984 | São Paulo SP - O Homem e o Cavalo                 |
| 1985 | São Paulo SP - Mistérios Gozozos                  |
| 1991 | São Paulo SP - As Boas                            |
| 1993 | São Paulo SP - Ham-let                            |
| 1995 | São Paulo SP - Os Mistérios Gozozos               |
| 1996 | São Paulo SP - Para Dar um Fim no Juízo de Deus   |
| 1996 | São Paulo SP - As Bacantes                        |
| 1997 | São Paulo SP - Ela                                |
| 1998 | São Paulo SP - Cacilda!                           |
| 1998 | São Paulo SP - Taniko, o Rito do Vale             |
| 1999 | São Paulo SP - Boca de Ouro                       |
| 2001 | Rio de Janeiro RJ - Esperando Godot               |
| 2001 | São Paulo SP - Os Sertões. A Terra                |
| 2003 | São Paulo SP - Os Sertões. O Homem 1              |
| 2003 | São Paulo SP - Os Sertões. O Homem 2              |
| 2005 | São Paulo SP - Os Sertões. A Luta 1               |
| 2006 | São Paulo SP - Os Sertões. A Luta 2               |
| 2006 | Berlim (Alemanha) - O Rei da Vela                 |
| 2007 | São Paulo SP - Os Bandidos                        |
| 2008 | São Paulo SP - Vento Forte para um Papagaio Subir |

Dramaturgia
| Ano  | Título                               |
| ---- | ------------------------------------ |
| 2003 | São Paulo SP - Os Sertões. O Homem 1 |
| 2003 | São Paulo SP - Os Sertões. O Homem 2 |
| 2005 | São Paulo SP - Os Sertões. A Luta 1  |
| 2006 | São Paulo SP - Os Sertões. A Luta 2  |

Interpretação
| Ano  | Título                                            |
| ---- | ------------------------------------------------- |
| 1972 | Rio de Janeiro RJ - Gracias, Señor                |
| 1993 | São Paulo SP - Ham-let                            |
| 1997 | São Paulo SP - Ela                                |
| 1998 | São Paulo SP - Cacilda!                           |
| 2001 | São Paulo SP - Os Sertões. A Terra                |
| 2003 | São Paulo SP - Os Sertões. O Homem 1              |
| 2003 | São Paulo SP - Os Sertões. O Homem 2              |
| 2005 | São Paulo SP - Os Sertões. A Luta 1               |
| 2006 | São Paulo SP - Os Sertões. A Luta 2               |
| 2007 | São Paulo SP - Os Bandidos                        |
| 2008 | São Paulo SP - Vento Forte para um Papagaio Subir |
| 2008 | São Paulo SP - Taniko                             |
| 2008 | São Paulo SP - Os Bandidos                        |

Instrução
| Ano  | Título                                                                        |
| ---- | ----------------------------------------------------------------------------- |
| 2002 | São Paulo SP - Bastidores da Cena. José Celso Martinez (2002 : São Paulo, SP) |

Participação especial
| Ano  | Título                          |
| ---- | ------------------------------- |
| 2000 | São Paulo SP - Farsa Quixotesca |

Roteiro
| Ano  | Título                                    |
| ---- | ----------------------------------------- |
| 1990 | São Paulo SP - 90' - Uma Coisa Inofensiva |

Tradução
| Ano  | Título                            |
| ---- | --------------------------------- |
| 1960 | São Paulo SP - A Engrenagem       |
| 1963 | São Paulo SP - Pequenos Burgueses |
| 1966 | São Paulo SP - Os Inimigos        |
| 1993 | São Paulo SP - Ham-let            |
| 1999 | São Paulo SP - As Três Irmãs      |

Trilha sonora
| Ano  | Título                                            |
| ---- | ------------------------------------------------- |
| 1997 | São Paulo SP - Ela                                |
| 2008 | São Paulo SP - Vento Forte para um Papagaio Subir |

### Filmografia
| Ano  | Título                                        | Função                      | Observação         |
| ---- | --------------------------------------------- | --------------------------- | ------------------ |
| 1969 | América do Sexo                               | Ator                        | Documentário       |
| 1972 | Prata Palomares                               | Roteirista                  |                    |
| 1972 | Documentaries on Teatro Oficina               | Diretor                     | Curta-metragem     |
| 1974 | Semana de Arte Moderna                        | Ator                        | Documentário       |
| 1974 | Um Homem Célebre                              | Ator                        |                    |
| 1975 | O Parto                                       | Diretor / Roteirista        | Curta-metragem     |
| 1976 | A$suntina das Amérikas                        | Ator                        |                    |
| 1977 | 25                                            | Diretor / Roteirista        | Documentário       |
| 1979 | A Caminho das Índias                          | Ator                        | Documentário       |
| 1980 | Fênix                                         | Ator                        | Curta Documentário |
| 1983 | O Rei da Vela                                 | Ator / Diretor / Roteirista |                    |
| 1993 | Lina Bo Bardi                                 | Ator                        | Documentário       |
| 2002 | Lara                                          | Ator                        |                    |
| 2003 | Glauber o Filme, Labirinto do Brasil          | Ator                        | Documentário       |
| 2005 | Arido Movie                                   | Ator                        |                    |
| 2005 | A Mochila do Mascate                          | Ator                        | Documentário       |
| 2008 | Encarnação do Demônio                         | Ator                        |                    |
| 2008 | Palavra (en)cantada                           | Ator                        | Documentário       |
| 2009 | Tupí: Rebellion in the Backlands              | Ator                        | Curta Documentário |
| 2009 | Meu Amigo Claudia                             | Ator                        | Documentário       |
| 2009 | Travessia                                     | Ator                        | Documentário       |
| 2011 | Evoé - Retrato de Um Antropófago              | Ator                        | Documentário       |
| 2012 | Satyrianas, o Filme - 78 horas em 78 Minutos  | Ator                        | Documentário       |
| 2015 | Ralé                                          | Ator                        |                    |
| 2017 | Pitanga                                       | Ator                        | Documentário       |
| 2017 | Saudade                                       | Ator                        | Documentário       |
| 2017 | O Cravo e a Rosa o documentário               | Ator                        | Documentário       |
| 2017 | Como Você Me Vê?                              | Ator                        | Documentário       |
| 2017 | Bandida                                       | Ator                        | Curta-metragem     |
| 2018 | Antropofaga Makumba                           | Ator / Diretor              |                    |
| 2019 | Horatio                                       | Ator                        |                    |
| 2020 | Salve o Prazer!                               | Ator                        | Documentário       |
| 2021 | Máquina do Desejo - 60 Anos do Teatro Oficina | Ator                        | Documentário       |
| 2021 | Fédro                                         | Ator                        | Documentário       |

### Televisão
| Ano  | Título                                             | Papel                 |
| ---- | -------------------------------------------------- | --------------------- |
| 2011 | Cordel Encantado                                   | Amadeus               |
| 2017 | Manual para se Defender de Aliens, Ninjas e Zumbis | Bartolomeu Boaventura |

## Prêmios e indicações
| Ano  | Prêmio                              | Categoria                | Trabalho                     | Resultado | Ref                  |
| ---- | ----------------------------------- | ------------------------ | ---------------------------- | --------- | -------------------- |
| 1959 | Festival de Teatro de Santos        | Melhor Autor             | A Incubadeira                | Venceu    | [ 24 ]               |
| 1961 | Troféu APCT                         | Melhor Diretor Revelação | A Vida Impressa em Dólar     | Venceu    | [ 25 ]               |
| 1963 | Prêmio Governador do Estado         | Melhor Diretor           | Pequenos Burgueses           | Venceu    | [ 26 ]               |
| 1963 | Prêmio SACI de Teatro               | Melhor Diretor           | Pequenos Burgueses           | Venceu    | [ 26 ]               |
| 1963 | Troféu APCT                         | Melhor Diretor           | Pequenos Burgueses           | Venceu    | [ 26 ]               |
| 1965 | Festival Latino-Americano de Teatro | Melhor Diretor           | Pequenos Burgueses e Andorra | Venceu    | [ 27 ] [ 28 ] [ 24 ] |
| 1967 | Prêmio Molière                      | Melhor Diretor           | O Rei da Vela                | Venceu    | [ 27 ] [ 28 ] [ 24 ] |
| 1967 | Troféu APCT                         | Melhor Diretor           | O Rei da Vela                | Venceu    | [ 27 ] [ 28 ] [ 24 ] |
| 1969 | Prêmio Molière                      | Melhor Diretor           | Na Selva das Cidades         | Venceu    | [ 27 ] [ 28 ] [ 24 ] |
| 1975 | Troféu APCT                         | Melhor Diretor           | Galileu Galilei              | Venceu    | [ 27 ] [ 28 ] [ 24 ] |
| 1983 | Festival de Gramado                 | Melhor Trilha Sonora     | O Rei da Vela                | Venceu    | [ 27 ] [ 28 ] [ 24 ] |
| 1993 | Prêmio Shell                        | Melhor Diretor           | Ham-Let                      | Venceu    | [ 27 ] [ 28 ] [ 24 ] |
| 1998 | Prêmio Mambembe                     | Melhor Ator              | ELA                          | Venceu    | [ 27 ] [ 28 ] [ 24 ] |
| 1998 | Troféu APCA                         | Melhor Autor             | Cacilda                      | Venceu    | [ 27 ] [ 28 ] [ 24 ] |
| 1998 | Troféu APCA                         | Melhor Diretor           | Cacilda                      | Venceu    | [ 27 ] [ 28 ] [ 24 ] |
| 1999 | Prêmio Shell                        | Melhor Autor             | Cacilda                      | Venceu    | [ 27 ] [ 28 ] [ 24 ] |
| 2002 | Prêmio Shell                        | Melhor Diretor           | A Terra                      | Venceu    | [ 29 ]               |
| 2003 | Troféu APCA                         | Melhor Autor             | O Homem                      | Venceu    | [ 29 ]               |
| 2003 | Prêmio Shell                        | Melhor Diretor           | Os Sertões                   | Venceu    | [ 29 ]               |
| 2005 | Prêmio Bravo Prime de Cultura       | Melhor Autor             | A Luta                       | Venceu    | [ 29 ]               |
| 2005 | Troféu APCA                         | Melhor Autor             | A Luta                       | Venceu    | [ 29 ]               |
| 2005 | Prêmio Shell                        | Melhor Diretor           | A Luta                       | Venceu    | [ 29 ]               |
| 2014 | Prêmio Aplauso Brasil de Teatro     | Homenagem                | Conjunto da Obra             | Venceu    | [ 30 ]               |
| 2018 | Prêmio Faz Diferença - O Globo      | Segundo Caderno/Teatro   | O Rei da Vela                | Venceu    | [ 31 ]               |